# 周伦佑
周伦佑（1952年—），中国诗人、文艺理论家，国内先锋文学观念的主要引领者之一。籍贯重庆荣昌。

## 生平
1952年出生于四川西昌。二十世纪七十年代开始文学写作，1986年为首创立非非主义，主编《非非》、《非非评论》两刊。自1994年起，与北京大学教授张颐武、王宁、王岳川等合作，策划并主编“当代潮流：后现代主义经典丛书”。作品入选北京大学谢冕教授主编的《中国百年文学经典》、《百年中国文学经典文库》，著名学者林贤治主编的《自由诗篇》、《旷野/（1917—2007）中国作家的精神还乡史·诗歌卷》、洪子诚教授、程光炜教授主编的《中国新诗百年大典》等国内外数十种重要选本，并被翻译成英、日、德等多种文字在国外介绍、出版。
文学成就被写入林贤治、张炯、洪子诚、金汉、孟繁华、程光炜等众多知名学者撰写、主编的数十部现当代中国文学史。已出版有：《反价值时代》（诗学理论专著，四川人民出版社，1999年）、《艺术变构诗学》（文艺理论专著，人民美术出版社，2005年）、《艺术人本论》（文艺理论专著，与周伦佐合著，人民美术出版社，2005年）、《悬空的圣殿》（文学史著，西藏人民出版社，2006年）、《在刀锋上完成的句法转换》（诗集，唐山出版社，1999年）、《周伦佑诗选》（诗集，花城出版社，2006年）、《后中国六部诗》（长诗集，天读民居书院，2012）等多部汉语文学及学术专著。并出版100多万字的《周易》研究著作。此外，还编选出版有十多种当代前沿文学思潮选集。2004年聘任西南师范大学特聘教授，2013年聘任上海同济大学诗学研究中心学术顾问。2006年，被《诗选刊》杂志、乐趣园网站联合评选为“1979-2005中国十大先锋诗人”。1992年获柔刚诗歌奖；2009年获南京大学首届中国当代文学学院奖。

## 主要著作
- 《在刀锋上完成的句法转换》（诗集）
- 《周伦佑诗选》（诗集）
- 《周伦佑文革诗选》（诗集）
- 《反价值时代》（诗学理论文集）
- 《艺术变构诗学》（文艺理论专著）
- 《悬空的圣殿》（文学史著）
- 《刀锋上站立的鸟群》（主编、编选）
- 《打开肉体之门》（主编、编选）
- 《亵渎中的第三朵语言花》（主编、编选）
- 《迷宫里的死亡图案》（主编、编选）
- 《魔幻仙人掌之女》（主编、编选）
- 《破碎的主观铜象》（主编、编选）
- 《脱衣舞的幻灭》（主编、编选）
- 《后现代主义的突破》（主编、编选）
- 《后中国六部诗》（长诗集）